# Башкирские имена
Башкирские имена — полные имена людей в Республике Башкортостан, состоящие из фамилии, имени и отчества. Происходят имена от арабского, персидского, тюркского, немецкого, английского, латинского и других языков домусульманского, мусульманского, современного периодов истории.

## История
Тюркские народы, в состав которых входят башкиры — результат длительного исторического процесса развития родоплеменных и племенных союзов, народностей, объединений и государств, которые возникали и распадались на территории Восточной Европы, Средней и Центральной Азии и Сибири. Утрачивая свой язык, они оставляли после себя следы контактирования, которые отразились как в языке современных народов, так и в их антропонимической системах, в частности — в именнике башкирского народа.
Мусульманство, коммунистическая, капиталистическая идеологии вызвали изменение антропонимических традиций. Башкиры, принимая новую идеологию, долгое время сохраняли свои традиционные языческие имена.

## Имя
Личные башкирские имена разделяются на типы по происхождению:
- Имена древнетюркского происхождения

Имена древнетюркского происхождения связаны с названиями животных: бүре «волк», арыҫлан «лев», төлкө «лиса»; родственников: ата «отец», ана «мать», туған «родной»; цветов: аҡ «белый», ҡара «чёрный», буҙ «серый», күк «синий», һары «жёлтый», ҡыҙыл «красный» и т. д. Часть имён связана с особенностями ребёнка: баҙык «сильный», сибек «слабый», сулаҡ «безрукий», һоро күҙле «сероглазый», ҡарабаш «чёрная голова», ерәнбаш «рыжая голова», ҡуҙы «ягнёнок», бөҙрә «кудрявый»; временем: «день» көн, Көнтимер, Көнбикә, Таңғатар; названиями растений: емеш «плод», Емешбикә, Алмабикә, Сейәбикә, Муйылбикә; названиями рек: Яйыҡ, Нөгөш, Иҙел, Ирәндек, Ырғыҙ, Нил, Тулҡын, Урал.
- Имена арабского и персидского происхождения.

Арабские имена проникали в башкирский язык после официального принятия ислама в Башкортостане через посредство персидского языка максимально в XVII—XVIII веках. Это мужские имена заимствовались: Әхкәм «решение», Барый «творец», Борхан «доказательство», Љата «подарок», Вәғиз «наставник» и женские: Бәкирә «девочка», Биби «хозяйка», Бәҙәр «луна», Банат «девочка», Љәтиә «подарок», Замира «сердце, честь» и др.
Часть имен, связанная с исламом имеют компонент «ислам» в качестве первого элемента: Исламғәли, Исламбәк, Исламғол, Исламетдин; как второй компонент «ислам» функционирует в именах Әһлиислам, Нурислам, Шәйхислам, Динислам и др.
В башкирские имена вошли имена мусульманского пророка  Мухаммеда, праведных халифов, эпитеты Аллаха — Рәхим «милостивый», Рахман «милосердный», Яппар «могущественный».
Женские имена заимствуют имена матери, жён Мухамеда: Амина (верная, честная), Хадича — Хәҙисә (первая жена пророка), Сауда — Сәүҙә, Айша — Әйшә, Хафса — Хафаса, Зайнаб — Зәйнәб, Уммхабиба — Үммөхәбибә, Сафия, Маймуна — Мәймүнә.
Часть башкирских имен имеют компонент «дин» как принадлежность к мусульманству: Дин+әхмәт, Дин+бай, Дин+дар и др. Как второй компонент сложных имен компонент «дин» встречается чаще: Әғләметдин, Әкрәметдин, Афзалетдин, Байғотдин, Камалетдин, Готбетдин, Минһажетдин, Сәләхетдин и др.
К башкирским именам немецкого происхождения относятся: Аделина, Алиса Клара; греческого: Арсен, Ирина, Ленора, Маргарита; английского: Артур; еврейского: Тамара.
В современном башкирском языке в именах встречаются группы суффиксов субъективной оценки: -ҡай/–кәй: Кинәкәй, Миңлекәй; -ҡас/–кәс: ҡолонҡас; -ай/-әй: Балаќай, Атаҡай; -аҡ/-әк, -уҡ/–үк: Азрак; -аш/әш, -иш, -еш/–ыш: Байыш, ҡайтыш; -ҡаш/–кәш: ҡараҡаш, Ћороќаш; -ҡына/–кенә, -ғына/–генә: Ишкенә, Гөлгөнә; -тай/–тәй: Торомтай и словообразовательные компоненты: абд (араб.) «раб», «поклонник», абдул, абу (араб.) «вечный»; баныу (перс.) «дочь, девочка, госпожа, хозяйка»; аҫыл «прекрасный»; бей, бек, бик (общетюркский) «начальник, глава»; дар (перс.) «аффикс обладания»; гәл (перс.) «цветок», зада (перс.) «сын, дитя, принц»; зиан, ейән (башк.) «внук», зайн (араб.) «украшение», етдин (араб.) от дин «религия»; камал (араб.) «совершенный»; ҡан (башк.) «хан»; маһи (перс.) «красивая как луна»; миң (башк.) «родинка»; мирҙа (перс.) «царевич»; ниса (араб.) «девочка, госпожа»; нур (араб.) «луч».
Современные башкирские имена мальчиков часто описывают качества мужского характера: как стойкость, надёжность, целеустремлённость, лидерские качества, честность. Это имена Миргаяз — «помогающий», Сабит — «стойкий» и др, имена, которые по мнению родителей, должны привлечь к ребёнку материальные блага: Нагим — «живущий в достатке», Мушариф — «знаменитый, Мубарак — «счастливый».
В первые годы Советской власти среди башкирских имён в небольшом количестве появились имена, отражающие новые стороны общественной жизни: Дарвин, Маркс, Энгельс, Разин, Тельман, Фрунзе, Эрнувель (фр. новая эра), Аида, Дездемона, Коммуна, Лирика, Старт, Мадрид, Моряк, Юпитер, Фидель, Гимн, Версо (Верховный Совет), позже Юрий, Валентина - в честь космонавтов, Анжела – в честь члена американской компартии Анджелы Дэвис.

### Сложные имена
До 30-х годов XX века в Башкортостане  имена башкир были в основном многокомпонентными.
Сложные многокомпонентные имена образуются путём сложения основ: Таштимер (камень + железо), Айбикә (луна+госпожа); из согласованных словосочетаний: ҡулбирҙе (руку подал), туйбирҙе (свадьбу дал); сложением «имя прилагательное + имя существительное»: аҡҡусҡар (белый+баран), ҡарабаш (чёрная+голова);  по модели «имя существительное + глагол III л. ед. ч. повелительного наклонения»: байбулһын (богатый+будет); по модели имя существительное + глагол III л. ед.ч. изъявительного наклонения: Хоҙайбиргән (всевышний+дал); с компонентами бай, бәк, хан, султан, түрә, бей, шах, мырҙа и др.
В настоящее время башкирские имена в основном одно и двусложные.

## Отчество
Отчества в башкирском языке образуются с добавлением к имени компонента улы (сын) и ҡыҙы (дочь).
В средние века  имена собственные были без фамилий и отчеств. Трудность образования в башкирском языке отчеств объясняется тем, что к башкирским основам имен собственных добавляются совершенно чуждые суффиксы другого языка. Отсюда происходят различные параллельные формы отчеств, затруднительные с фонетической точки зрения. Например: от имени Баһау образованы формы: Багауович, Багаувич, сочетание нескольких гласных рядом, что не характерно для башкирского языка.
От имен мужского рода, оканчивающихся на согласный звук, отчество образуется при помощи суффикса –ович: Әхнәф - Әхнәфович; после композитов –йәр, -улла, -дин, -нур, -шаһ/ша и др. также сравнительно легко можно образовать отчества. От имен личных мужского рода с окончанием на –шаһ/ша отчества образуются в нескольких вариантах: Әхмәтша - Әхмәтшевич, Әхмәтшинович, Солтанша – Солтанович, Солтаншинович и т.д.
В именах собственных с суффиксом на –сы (Урмансы, Ураҡсы, Бесәнсе) суффикс –ович присоединяется либо к корню слова (Урмансович), либо к окончанию, как в форме Урмансинович и др.

## Фамилия
Первые башкирские фамилии формировались по русскому образцу в XV—XVI вв. у башкирской знати, имевшей деловые контакты с русскими. Фамилии оканчивались на суфииксы ов, ев: Юлдашев, Акбашев, Баимбетов, Бирдекеев и др.
Башкиры брали в качестве фамильного образования названия сел и городов, качества людей (от общего числа 40 %), различные предметы (20 %), род занятий (10 %), природные условия (7 %), названия птиц (6 %), рыб (3 %), место рождения (3 %), насекомых (1 %).
К основе фамилии добавлялись суффиксы -ов, -ев, -ин, -шин, -жин, -ув, -дин, -мин, -зин для мужских и суффиксы для : -ова, -ева, -ина, -жина, -ува, -шина, -зина, для оформления женских фамилий.

## Псевдонимы
Псевдонимы в Башкортостане брали с различными целями башкирские поэты, писатели, художники, артисты и др.
Псевдонимы образовывали различными формами.
Арабская форма именования (нисба) — путём добавления арабского антропоэлемента –и, -ый к именам. Встречаются местные топонимы; большинство псевдонимов образованы путём усечения суффиксов –ов, -ев, -ин в фамилиях: Габдельмажи́т Нургани́евич Гафу́ров  — Мажит Гафури, Галеев Абдрахман Галеевич – Муса Гали, Искандырова Тамара – Искандыриә, Низамов Рашит Зияфетдинович — Рашит Унгар (родное село писателя — Биш-Унгар, отн. к этносу венгр), Туйгунов Риф Галимович – Туйгун, Шакуров Рашит Закирович – Рашит Шакур.
Часть современных псевдонимов людей образована по названию своих студий, театров, ансамблей в РБ: студия «Айдар» — Айдара Галимова, музыкальный салон «Айгизә» по имени его дочери, «Хаким» Ризвана Хакимова, «Асия» Асии Смаковой, «Рауиля» и др. Ансамбли «Акйондоҙ» Урала Идельбаева, «Байыҡ» Заўира Шаяхметова, «Саяр» Идриса Калимуллина не носят имен собственных своих руководителей.

## Антропонимика
Особенностью башкирской антропонимики является вариативность имён. Так в корне или в конце имени происходит оглушение звонких согласных: Радмир – Ратмир, Рәшит – Рашид, Морат – Мурад. Многие имена имеют варианты с соответствием гласных э/и: Итбаев/Этбаев, Эткулов/Иткулов; а/ә: Абдулхай/Әбделхәй, Аблай/Әбләй, Абсабир/Әбсабир; c протезой гласных: Сыҡ - Ыысыҡ, Ласын - Ыласын.
Башкирские имена собственные (антропонимы) разделяются на аффиксные и безаффиксные.
- Аффиксные образуются от имен нарицательных с применением аффиксов. Основными считаются аффиксы: -лы/–ле, -һыҙ/–һеҙ, -сы/–се, -сан/–сән, -раҡ/–рәк, -ғыс/–гес и др. В основе аффиксных антропонимов находятся имена существительные, обозначающие названия лиц: Көмөшсө (серебряных дел мастер), Ғалсы (плотовщик), Балыҡсы (рыбак), Урмансы (лесник).

Аффиксы –сы/–се аффиксных антропонимов образуют имена с отрицательной семантикой: Боласы (смутьян), Алдаҡсы (обманщик), Теләнсе (попрошайка), аффиксы –даш/–дәш, -таш/–тәш, -лаш/–ләш, -һаш/–һәш - имена, обозначающие общее происхождение: Туғандаш (собрат), Ҡәрһәш (родственник), Юлдаш (спутник), Ҡорһаш (сверстник), Йәштәш (одногодник), аффиксы –лыҡ/–лек - имена, обозначающие местность: Тимерлек (кузница), Сүплек (свалка), Байлыҡ (богатство), аффиксы –лы/–ле - имена, обозначающие признаки или качества личности с апеллятивами – прилагательными: Атлы (конник), Ҡушлы (парный), Ырыҫлы (счастливый). Часть из них служат основой для образования фамилий: ҫайынлы – Ҫайынлиев, Имәнлек – Имәнлиев.
- Безаффиксные антропонимы являются апеллятивами, ставшими собственными именами. Они не поддаются морфологическому членению на суффиксы и основы. К ним относятся антропонимы с основой - именем существительным: Ағуна «куропатка», Аҡһаҡ «хромой», Аҡыл «ум», Баҡыр «медь», Борай «пшеница», Бура «подросток», Егет «парень», Еҙнәй «зять», Йылға «река», Ҡабаҡ «веко», Ҡаһан «котел», Ҡарсыға «ястреб», Ҡусҡар «баран», Көсөк «щенок», Тәкә «баран», Ураҡ «серп» и др.

## Интересные факты
- В Башкортостане считается невежливым детей называть по имени отца, матери, дедушек и бабушек.  Замужняя женщина называет родителей мужа по  родству әсәй — «мать», атай — «отец», бейем — «свекровь», ҡайны — «свёкор». Родители обращаются к снохе — килен, к зятю – кейәү.
- Имена башкирских героев народных сказок и эпосов коррелированы с их жанрами. В них имеются имена: Шүлгән, Урал, Түҙемғол [түҙем «терпение» + ғол «раб»], Йылҡыбай [йылҡы «конь» + бай «богатый»], Кейекбай [кейек «зверь»], Көмөшбай [көмөш «серебро»], Тимербай [тимер «железо»], Ҡарағаш «чернобровая», Ҡыуһылыу «водяная красавица».  Встречаются имена героев восточных легенд и сказок: Рөстәм (перс. «храбрый»), Фәрхәт (перс. «понятливый»), Таһир (ар. «чистый»), Зөһрә (ар. «планета Венера»).